# Sd.Kfz. 234
Sd.Kfz. 234 (Sonderkraftfahrzeug 234, Veículo de propósitos especiais 234) foi uma família de carros blindados desenvolvidos e construídos pela Alemanha Nazista durante a Segunda Guerra Mundial. Tinham uma blindagem leve e eram armados com canhões de 20, 50 e 75 mm.

## Desenvolvimento

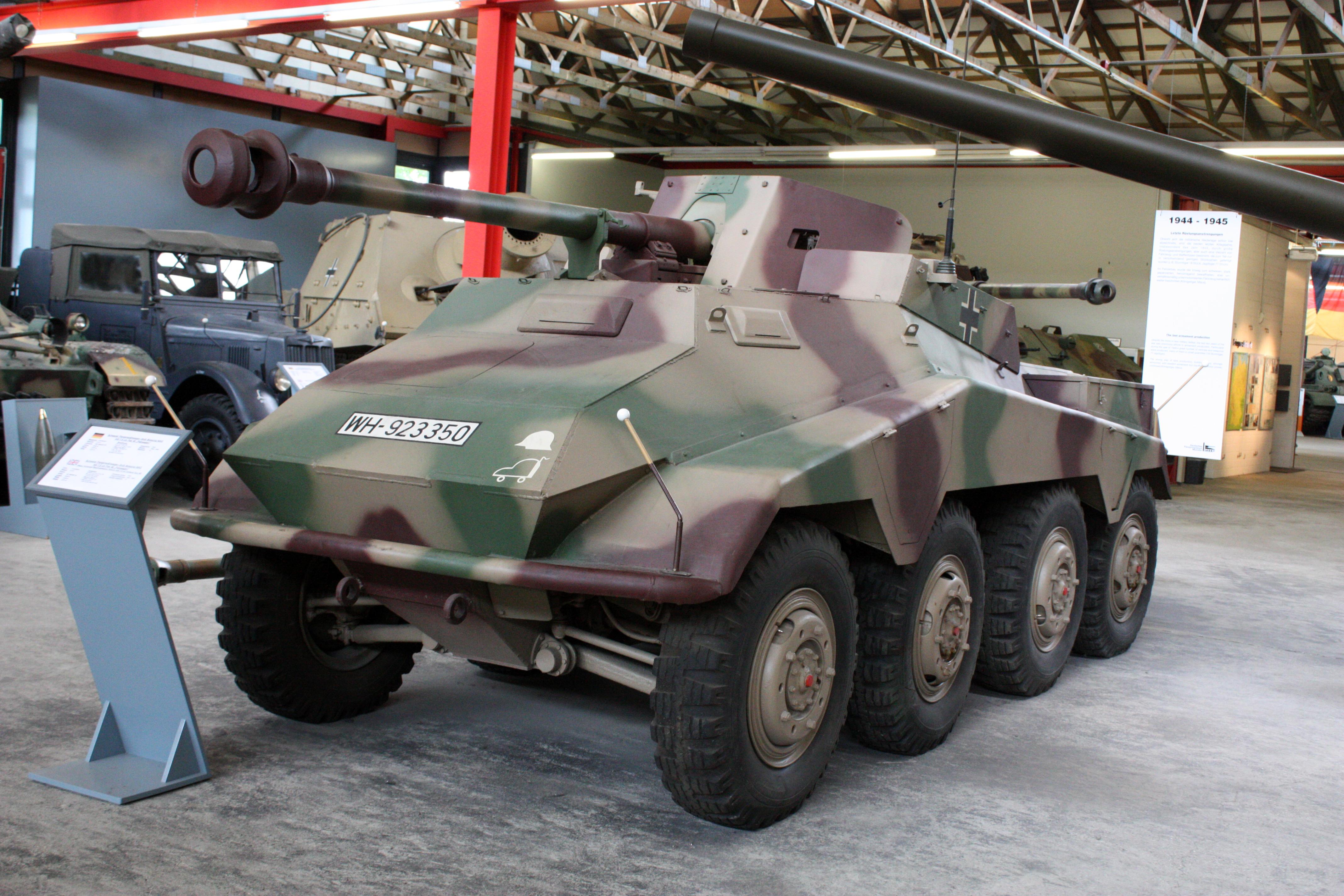
Sd.Kfz. 234/4

Após assinar o Tratado de Versalhes, a Alemanha estava inteiramente proibida de possuir e de produzir novos tanques e blindados pesados. Como o tratado não impunha sérias restrições ao desenvolvimento de carros blindados, os engenheiros alemães focaram seus esforços em melhorar e aperfeiçoar o conceito de carro blindado no período entreguerras. 
Quando a Segunda Guerra Mundial começou, o excelente desempenho em combate desses veículos altamente móveis impressionou os oficiais do Alto Comando Alemão. Apesar das impressões iniciais, os desenhos existentes revelaram alguns defeitos e desvantagens, e esforços foram feitos para a criação de um novo Sonderkraftfahrzeug (Veículo de propósitos especiais) 234, que deveria corrigir esses problemas. 
A primeira e mais conhecida versão foi o Sd.Kfz. 234/2. Ele possuía um canhão KwK 39/1 de 50 mm, e era o único dos 234 que não tinha uma torre com teto aberto. Sua produção ocorreu entre o final de 1943 e o início de 1944. 
A segunda versão do 234, o Sd.Kfz. 234/1, tinha como arma principal o canhão automático KwK 38 L/55 de 20 mm. O Sd.Kfz. 234/3, que, em simultâneo com o 234/1, foi produzido entre o início e final de 1944, tinha como objetivo dar apoio aos veículos de reconhecimento alemães. Para essa missão, foi equipado com um canhão de cano curto K51 L/24 de 75 mm. O objetivo do 234/3 era combater alvos "fáceis".

A última variante desenvolvida foi o Sd.Kfz. 234/4, que utilizava um canhão L/46 PaK 40 de 75 mm. O 234/4 foi a tentativa final de aumentar a mobilidade do 234, uma vez que o seu chassi já havia sido alongado até o máximo. Essa última variante foi produzida entre 1944 e maio de 1945, quando a Alemanha capitulou.

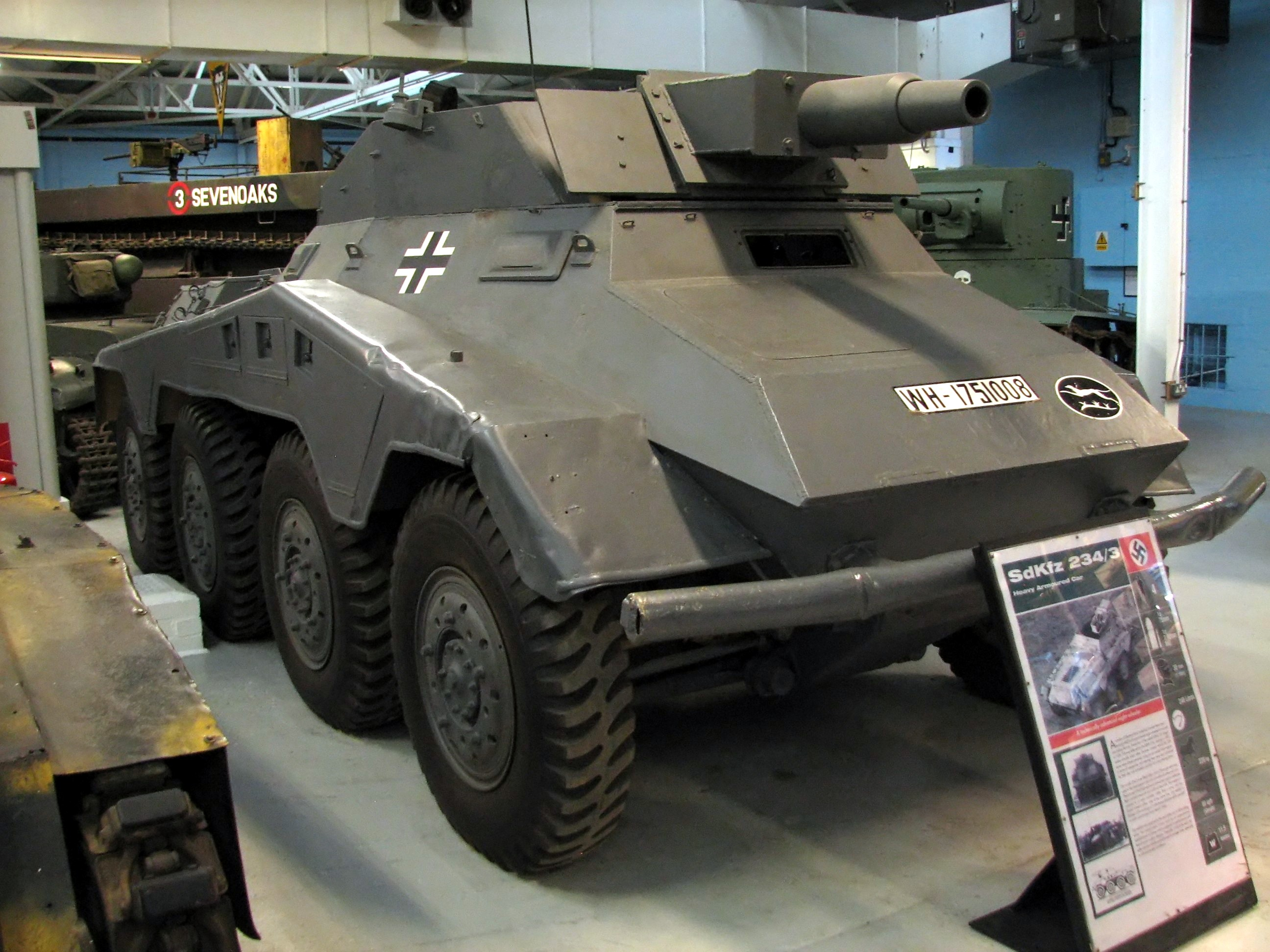
Sd.Kfz. 234/3